# Sociedade Angrense de Proteção Ecológica
SAPÊ - Sociedade Angrense de Proteção Ecológica: Organização não governamental que surgiu na cidade de Angra dos Reis na década de 1970, participou ativamente de protestos contra a instalação das usinas nucleares em Angra dos Reis.
Atuou no fomento a atividades culturais na região e empreendeu um movimento significativo em defesa do seu patrimônio histórico e cultural. Uma de suas grandes vitórias se deu ao conseguir o tombamento de vários edifícios históricos da cidade de Angra dos Reis e a continuidade das ações de preservação em torno do patrimônio edificado alvo de tombamento nas décadas anteriores.
Alguns de seus líderes e participantes vieram a ocupar posição de destaque no cenário cultural do sul-fluminense, principalmente com a chegada do Partido dos Trabalhadores ao governo municipal de Angra dos Reis em 1990.
Na década de 1990 promoveu importantes debates acerca da gravidade dos acidentes no terminal marítimo de petróleo (TEBIG) instalado em Angra pela Petrobras na década de 1970.
Como resultado de suas ações podemos citar: implementação de um plano de evacuação em emergência para a área de abrangência das usinas nucleares; ampliação da discussão em torno da expansão do programa nuclear brasileiro; preservação do patrimônio histórico edificado em Angra dos Reis e Mambucaba; tombamento e desapropriação pelo município do sobrado que se tornou sede da Casa de Cultura de Angra dos Reis; várias ações de vulto em torno da proteção ambiental da região: acidentes com petroleiros, ocupação irregular do solo, incremento da atividade turística, ocupação do espaço urbano; fomento a valorização do teatro de rua e festas locais, como destaque para a Festa do Divino.